# Station Mellrichstadt
Station Mellrichstadt is een spoorwegstation in de Duitse stad Mellrichstadt. Het station werd in 1874 geopend. 

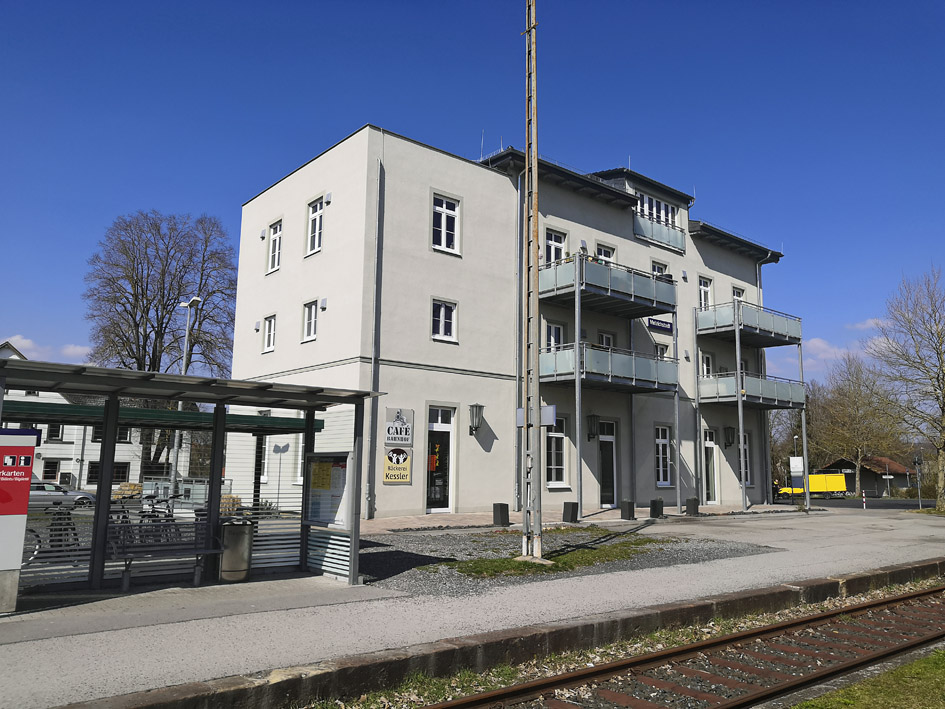
Station Mellrichstadt
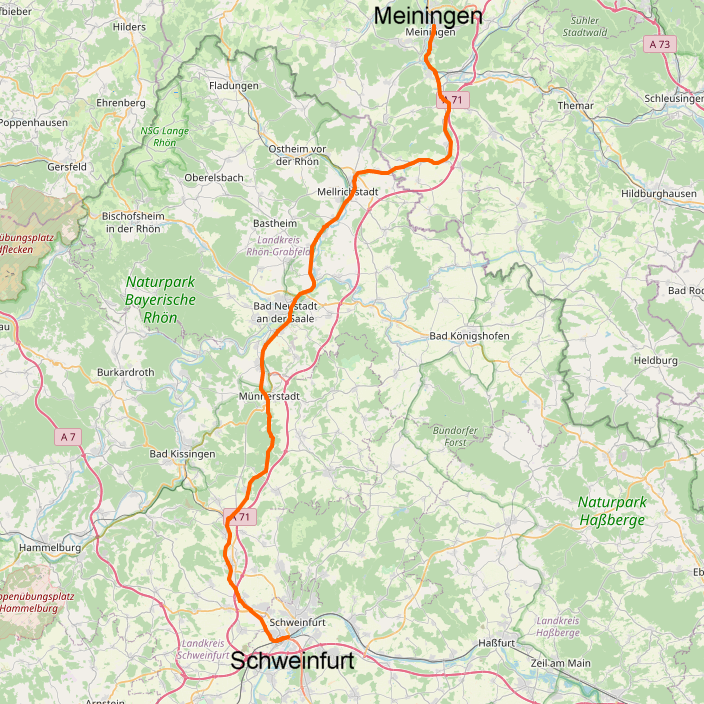
Trajectkaart spoorlijn Schweinfurt-Meiningen
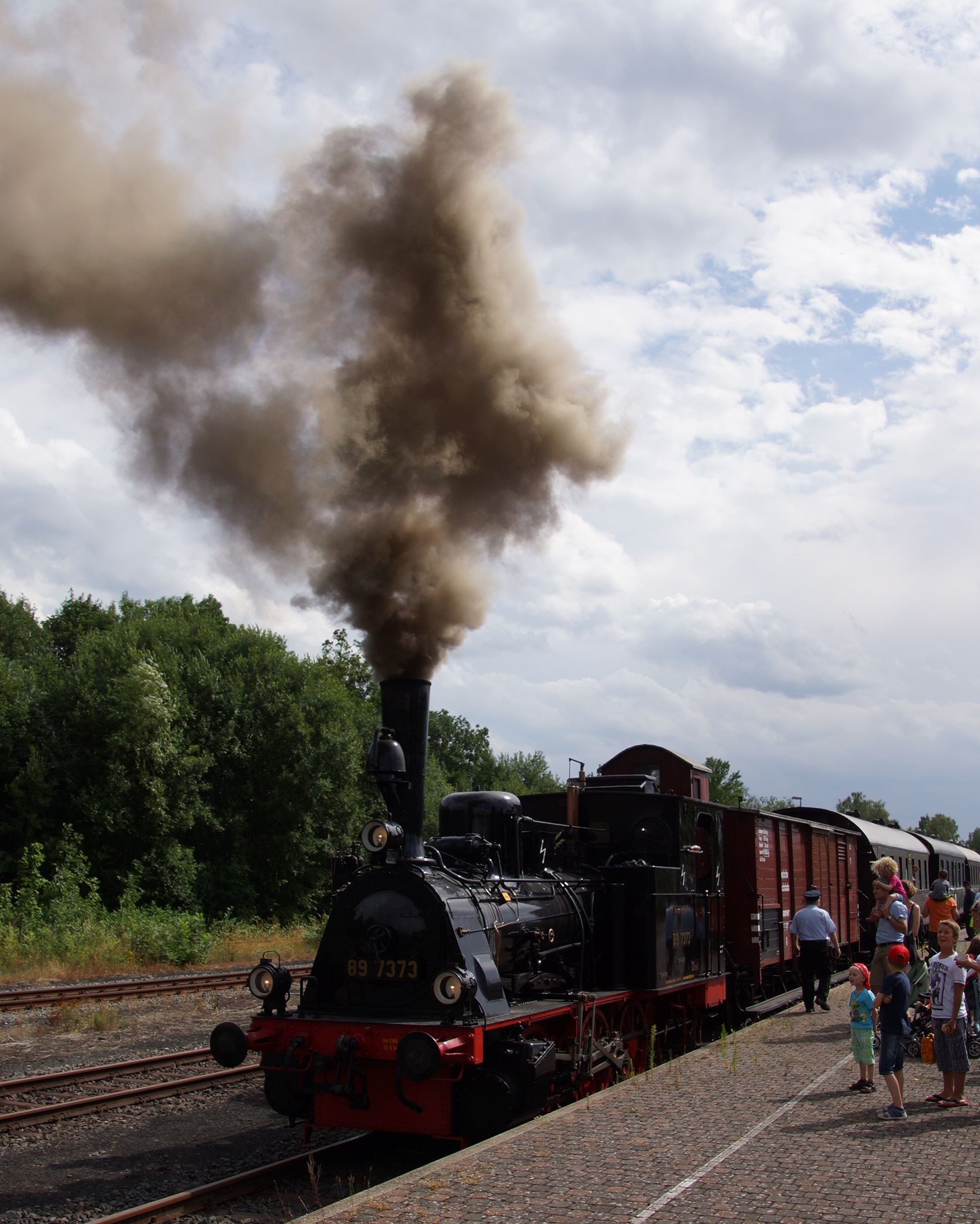
Stoomtrein met loc 89 7373 (Rhönzügle; 2014) op de Streutalbahn

Het spoorwegstation heeft de officiële naam: Mellrichstadt Bahnhof. Het ligt op 272 meter hoogte boven de zeespiegel, aan de in 1874 geopende spoorlijn Schweinfurt-Meiningen, 52 km ten noorden van Schweinfurt en 26 km ten zuidwesten van Meiningen, dat in de deelstaat Thüringen ligt.
Van 1892 tot 1987 was Mellrichstadt begin- en eindpunt van een 18 km lang lokaalspoorlijntje naar Fladungen, de Streutalbahn. Het is sindsdien een museumspoorlijn, waar in het toeristenseizoen ritten met historische stoomtreinen worden verreden.
Het, voornamelijk uit belbuslijnen bestaande, openbaar vervoer per bus is in de gemeente Mellrichstadt van weinig betekenis.
Het stationsgebouw is grotendeels in gebruik als banketb akkerij met een horecagelegenheid.